# Gong Sun-Ok
Gong Sun-Ok (* 1963 in Koksŏng, Chŏllanam-do) ist eine südkoreanische Schriftstellerin.

## Leben
Gong Sun-Ok hatte ihr schriftstellerisches Debüt 1991 mit der Erzählung Feuersamen (씨앗불). Im Gegensatz zu den meisten Schriftstellerinnen, die in den neunziger Jahren das literarische Parkett betraten und über ihre Erfahrungen als Studentinnen an der Universität berichteten, musste Gong aufgrund familiärer Probleme ihr Studium abbrechen. Bereits Gongs Kindheit war von Problemen geprägt. Ihre Mutter litt unter Gesundheitsproblemen und ihr Vater, der die Familie bereits früh verlassen hatte, führte ein Vagabundenleben, um seinen Gläubigern zu entgehen. Obwohl Gong die Aufnahmeprüfung für die Universität bestand, musste sie aufgrund ihrer finanziellen Situation das Studium wieder abbrechen. Sie arbeitete als Angestellte in einer Fabrik und als Bus-Begleiterin für Fernstrecken-Express-Busse. Dies mag auch der Grund dafür sein, dass die Frauen in Gongs Geschichten eher am unteren Ende der sozioökonomischen Leiter stehen, wie z. B. die Protagonistin in Heiter durch die Nacht (명랑한 밤길), die dem Mann, den sie liebt, nichts weiter geben kann als das Gemüse aus ihrem Garten, oder das Mädchen in Das ist das Leben (그것은 인생), welches ein Leben als Mietnomadin in einem verfallenen Gebäude ohne Heizung und Strom führt und letztlich bei einer Butangas-Explosion ums Leben kommt.
Ein weiteres, immer wieder auftauchendes Motiv in Gongs Geschichten ist die Stadt Kwangju. Ihr Ehemann ist einer der Überlebenden des blutigen Kwangju-Aufstands 1980, einer demokratischen Bewegung, die von der koreanischen Regierung brutal unterdrückt wurde. Gong lebte nicht weit entfernt vom Schauplatz des Aufstands und die Universität, die sie für kurze Zeit besuchte, befand sich ebenfalls in Kwangju. Ihr Debüt-Werk Feuersamen stellt die erschütternde Erfahrung und das daraus resultierende Trauma von Menschen dar, die aktiv an dem Aufstand beteiligt waren. Ihre repräsentativen Kurzgeschichten Durstige Jahreszeit (목마른 계절), Alibi für mein Leben (내 생의 알리바이) sowie der Roman Als ich am hübschesten war (내가 가장 예뻤을 때) spielen ebenfalls alle in Kwangju. Durch ihre Werke schildert Gong das Leid der Bewohner Kwangjus, die diese Grausamkeit miterlebten.
Gong ist eine Schriftstellerin, die sich dem Erzählen von Geschichten über Arme und Unterdrückte widmet. Ihre Werke unterscheiden sich sehr von denen anderer Schriftstellerinnen, die dazu neigen über Intellektuelle und die gesellschaftliche Elite zu schreiben. Dennoch findet man in Gongs Werken durchaus auch Hoffnung – nicht die Art von Hoffnung, die nur vage optimistisch ist, sondern eine Hoffnung, die man im kämpferischen Willen von Menschen findet, welche trotz großer Schmerzen versuchen fröhlich zu leben. Mit unendlicher Wärme und Mitgefühl verleiht Gong diesen Personen eine starke und einzigartige Stimme.

## Arbeiten

### Koreanisch

#### Erzählungen
- 피어라 수선화 Blüh, Narzisse! (1994) ISBN 978-89-364-3631-5
- 오지리에 두고 온 서른살 Meine Dreißiger, die ich in Oji-ri zurückließ (1995) ISBN 978-89-7002-061-7
- 시절들 Jahreszeiten (1996)
- 내 생의 알리바이 Alibi für mein Leben (1998) ISBN 978-89-364-3651-3
- 수수밭으로 오세요 Komm ins Hirsefeld (2001) ISBN 978-89-85554-64-0
- 멋진 한 세상 Ein klasse Leben (2002) ISBN 978-89-364-3667-4
- 붉은 포대기 Die rote Decke (2003) ISBN 978-89-7002-135-5
- 유랑가족 Die wandernde Familie (2005) ISBN 978-89-392-0507-9
- 명랑한 밤길 Heiter durch die Nacht (2007) ISBN 978-89-364-3702-2
- 나는 죽지 않겠다 Ich werde nicht sterben (2009) ISBN 978-89-364-5615-3
- 내가 가장 예뻤을 때 Als ich am hübschesten war (2009) ISBN 978-89-546-0811-4

#### Prosa
- 자운영 꽃밭에서 나는 울었네 Ich weinte im Traganten-Beet (2000) ISBN 978-89-364-7058-6
- 사는 게 거짓말 같을 때 Wenn das Leben wie eine Lüge erscheint (2005) ISBN 978-89-8163-122-2
- 행복한 만찬 Fröhliches Festessen (2008) ISBN 978-89-546-0573-1
- 마흔살 고백 Geständnis mit vierzig (2009) ISBN 978-89-8481-252-9

#### Kinderbücher
- 상수리 나무집 사람들 Die Leute vom Kastanienbaum (2005) ISBN 978-89-5924-404-1
- 울지마 샨타 Weine nicht, Santa (2008) ISBN 978-89-255-1783-4

#### Biographie
- 윤영규 Yun Yŏng-gyu (2008) ISBN 978-89-91057-41-8

### Übersetzungen

#### Spanisch
- La familia itinerante (Yuranggajok), Ediciones del Ermitaño (2008)

## Auszeichnungen
- 1992: 여성신문 문학상 (Literaturpreis der Yŏsŏng Sinmun)
- 1995: 신동엽창작상 (Sin Tong-yŏp Romanpreis)
- 2004: 오늘의 젊은 예술가상 (Preis für junge Künstler von heute)
- 2005: 올해의 예술상 (Jahreskunstpreis)
- 2008: 백신애문학상 (Paek Sin-ae Literaturpreis)
- 2009: 가톨릭문학상 (Katholischer Literaturpreis)
- 2009: 오영수문학상 (O Yŏng-su Literaturpreis)
- 2009: 만해문학상 (Manhae Literaturpreis)
- 2011: 요산문학상 (Yosan Literaturpreis)